# Neseis fasciata
Neseis fasciata är en insektsart som beskrevs av Robert L. Usinger 1942. Neseis fasciata ingår i släktet Neseis och familjen fröskinnbaggar.

## Underarter
Arten delas in i följande underarter:
- N. f. convergens
- N. f. fasciata
- N. f. hyalina